# Rúben Antunes
Rúben Francisco Antunes (* 5. Mai 1999 in Leiria) ist ein portugiesischer Leichtathlet, der sich auf den Hammerwurf spezialisiert hat. Seit 2018 tritt er für den Verein Sporting Lissabon an.

## Sportliche Laufbahn
Erste internationale Erfahrungen sammelte Rúben Antunes beim Europäischen Olympischen Jugendfestival (EYOF) 2015 in Tiflis, bei dem er mit einer Weite von 58,86 m den achten Platz mit dem leichteren 5-kg-Hammer belegte. Im Jahr darauf verpasste er bei den erstmals ausgetragenen Jugendeuropameisterschaften ebendort mit 66,93 m den Finaleinzug, wie auch bei den U20-Europameisterschaften 2017 in Grosseto mit 61,28 m mit dem 6-kg-Hammer. Im Jahr darauf schied er bei den U20-Weltmeisterschaften in Tampere mit 66,01 m in der Qualifikationsrunde aus, wie auch bei den U23-Europameisterschaften 2019 in Gävle mit 65,03 m. 2022 belegte er bei den Ibero-Amerikanischen Meisterschaften in La Nucia mit 70,94 m auf den fünften Platz und wurde anschließend bei den Mittelmeerspielen in Oran mit 71,62 m Vierter. Im Jahr darauf gelangte er bei den World University Games in Chengdu mit 70,04 m auf den achten Platz. 2024 belegte er bei den Ibero-Amerikanischen Meisterschaften in Cuiabá mit 69,74 m den siebten Platz.
In den Jahren von 2020 bis 2022 wurde Antunes portugiesischer Meister im Hammerwurf.